# Deelnemingsvrijstelling
De deelnemingsvrijstelling is in Nederland een fiscale regeling in de Wet op de vennootschapsbelasting 1969 (artikel 13). Deze regeling bepaalt dat een "lichaam" in de zin van de wet (grosso modo zijn lichamen alle soorten rechtspersonen) dat een deelneming heeft in een andere vennootschap ten aanzien van het resultaat hieruit is vrijgesteld van winstbelasting. De deelnemingsvrijstelling voorkomt dat over de winst in groepsverband dubbele belasting wordt geheven. Omdat de deelnemingsvrijstelling deel uitmaakt van de Wet op de vennootschapsbelasting, is deze niet van toepassing op natuurlijke personen die belastingplichtig zijn voor de inkomstenbelasting.

## Deelneming
Voorwaarde voor de deelnemingsvrijstelling is dat een "lichaam" een aandeel heeft van minimaal 5% in het nominaal gestorte kapitaal van een andere vennootschap. 

## Genoten voordelen
De deelnemingsvrijstelling houdt in dat een "lichaam" dat een deelneming heeft in een andere "onderneming" geen vennootschapsbelasting hoeft te betalen over de uit de dochteronderneming genoten voordelen. Aan de andere kant zijn negatieve resultaten uit een deelneming niet aftrekbaar. De achterliggende gedachte is dat de dochteronderneming als zelfstandig belastingplichtige over haar winst reeds belasting heeft afgedragen. Als die winst bij de moedervennootschap opnieuw belast zou worden ontstaat dubbele belasting. 
De genoten voordelen uit de dochteronderneming kunnen dividenden (winstuitkeringen) betreffen, maar ook vervreemdingsvoordelen. Wanneer een moederonderneming een dochteronderneming bijvoorbeeld met winst verkoopt, hoeft de moederonderneming hierover geen vennootschapsbelasting te betalen, omdat de waardetoename (=de winst) van de dochteronderneming reeds belast geworden is in de vennootschapsbelasting die de dochteronderneming in de loop der jaren heeft moeten betalen.

## Voorbeeld
Stel bij een geldend VPB-tarief van 20% de volgende situatie: 
Moeder BV heeft een 100% deelneming in Dochter BV. Dochter BV maakt € 100 winst en betaalt daarover € 20 vennootschapsbelasting. Dochter BV keert de winst die overblijft € 80 uit als dividend. Het dividend dat Moeder BV krijgt van Dochter BV is vrijgesteld van vennootschapsbelasting, zodat de totale belastingdruk uitkomt op 20%. Als dat niet zo zou zijn, zou over het dividend van € 80 nog eens € 16 vennootschapsbelasting betaald worden waarmee de totale belastingdruk uitkomt op 36%.

## Belastingvoordeel
Internationaal gezien kan de deelnemingsvrijstelling belastingvoordeel opleveren wanneer de onderneming waarin de deelneming wordt gehouden zich bevindt in een land met een lagere winstbelasting dan de Nederlandse. In dat geval wordt de winst van de dochteronderneming in het buitenland laag belast, terwijl de winstuitkeringen aan de moederonderneming zonder winstbelasting kunnen worden ontvangen. 
Om misbruik tegen te gaan geldt de deelnemingsvrijstelling niet voor een belang in een beleggingsdeelneming. Dit is een deelneming met bezittingen die meer dan 50% bestaan uit beleggingen of financieringen aan groepsmaatschappijen. Deze uitzondering is van toepassing wanneer over de behaalde winst in het buitenland niet ten minste 10% belasting is geheven, dus bijvoorbeeld als de deelneming is gevestigd in een belastingparadijs.

## Nadelen
Aan de deelnemingsvrijstelling kunnen voor betrokkenen ook nadelen kleven. Wanneer de deelneming verlies lijdt kunnen de verliezen niet direct worden afgetrokken door het moederbedrijf. Bij de deelneming kunnen zodoende fiscale verliezen ontstaan, terwijl het moederbedrijf over haar winst belasting moet betalen. Pas bij het opheffen van een deelneming kan het eventuele liquidatieverlies bij het moederbedrijf worden afgetrokken van de winst.
Als in een Nederlands dochterbedrijf een belang groter dan 95% wordt gehouden is het mogelijk een fiscale eenheid aan te gaan waardoor mogelijke verliezen van de dochteronderneming per jaar met de winsten van de moederonderneming kunnen worden verrekend (en andersom). Volgens de regeling van de fiscale eenheid worden juridisch zelfstandige en daarom in beginsel zelfstandig belastingplichtige entiteiten bij wijze van uitzondering op de hoofdregel geacht één belastingplichtige te zijn.